# Melon Juice (chanson)
Singles de HKT48
Suki! Suki! Skip!
(20 mars 2013) Sakura, Minna de Tabeta
(19 mars 2014)
Melon Juice (メロンジュース, "Jus de melon") est le deuxième single du groupe féminin japonais HKT48.

## Présentation
Il sort le 4 septembre 2013 et fait son entrée sur les classements hebdomadaires des singles du Billboard Japan en atteignant la première place. Le single atteint la première place du classement hebdomadaire des ventes de l'Oricon, y reste pendant plusieurs semaines et se vend au total de 295 967 exemplaires.
Le single est disponible en plusieurs éditions notées A, B et C contenant chacune un CD et un DVD différents,,. Existe notamment une édition spéciale vendue seulement au théâtre du groupe.
Le single comprend sur chaque édition la chanson-titre, sa chanson principale  face B Soko de Nani wo Kangaeru ka?, d'autres chansons faces B différentes sur chaque édition ainsi que leurs versions instrumentales : Kibō no Kairyū dans l'édition A), Doro no Metronome (de l'édition B), Namioto no Orgel (de l'édition C), Tenmonbu no Jijō (de l'édition théâtre). Ces dernières sont chacune interprétée par des membres de la Team H, ceux de la Team Kenkyūsei (de la 1re et 2e génération), équipe de "stagiaires", et de nouvelles membres de la Kenkyūsei.

## Liste des titres

### Type-A
| 1. | Melon Juice (メロンジュース)                        | Team H : Chihiro Anai, Haruka Kodama, Natsumi Matsuoka, Sakura Miyawaki, Madoka Moriyasu, Aoi Motomura, Anna Murashige, Aika Ota, Rino Sashihara Kenkyuusei : Yuka Akiyoshi, Mai Fuchigami, Kanna Okada, Naoko Okamoto, Marika Tani, Meru Tashima, Mio Tomonaga        |  |
| 2. | Soko de Nani wo Kangaeru ka? (そこで何を考えるか？) | Team H : Chihiro Anai, Nao Ueki, Serina Kumazawa, Haruka Kodama, Yuki Shimono, Natsumi Tanaka, Chiyori Nakanishi, Matsuoka Natsumi, Sakura Miyawaki, Anna Murashige, Aoi Motomura, Madoka Moriyasu, Haruka Wakatabe Kenkyuusei : Kyoka Abe, Mina Imada, Maiko Fukagawa |  |
| 3. | Kibou no Kairyuu (希望の海流)                       | Team H : Sakura Miyawaki, Anna Murashige, Aoi Motomura, Aika Ota, Yuki Shimono, Nao Ueki, Haruka Wakatabe Kenkyuusei : Yūka Tanaka, Meru Tashima, Mio Tomonaga, Marina Yamada                                                                                          |  |
| 4. | Melon Juice (Instrumental)                          | |  |
| 5. | Soko de Nani wo Kangaeru ka? (Instrumental)         | |  |
| 6. | Kibō" no Kairyuu (Instrumental)                     | |  |

| 1. | Melon Juice (Music Video)                                                                          | |  |
| 2. | Kibō no Kairyuu (Music Video)                                                                      | |  |
| 3. | Bonus Video "Independent Summer Holiday Research Project" Part 1 (特典映像「夏休み自由研究発表」7) | Chihiro Anai, Nao Ueki, Aika Ota, Serina Kumazawa, Haruka Kodama, Yuka Akiyoshi, Kyoka Abe, Raira Ito, Yuriya Inoue, Mina Imada, Iwahana Shino, Ui Mashiro, Haruka Ueno |  |

### Type-B
| 1. | Melon Juice (メロンジュース)                        | Team H : Chihiro Anai, Haruka Kodama, Natsumi Matsuoka, Sakura Miyawaki, Madoka Moriyasu, Aoi Motomura, Anna Murashige, Aika Ota, Rino Sashihara Kenkyuusei : Yuka Akiyoshi, Mai Fuchigami, Kanna Okada, Naoko Okamoto, Marika Tani, Meru Tashima, Mio Tomonaga        |  |
| 2. | Soko de Nani wo Kangaeru ka? (そこで何を考えるか？) | Team H : Chihiro Anai, Nao Ueki, Serina Kumazawa, Haruka Kodama, Yuki Shimono, Natsumi Tanaka, Chiyori Nakanishi, Matsuoka Natsumi, Sakura Miyawaki, Anna Murashige, Aoi Motomura, Madoka Moriyasu, Haruka Wakatabe Kenkyuusei : Kyoka Abe, Mina Imada, Maiko Fukagawa |  |
| 3. | Doro no Metronome (泥のメトロノーム)                | Team H : Chihiro Anai, Haruka Kodama, Serina Kumazawa, Natsumi Matsuoka, Madoka Moriyasu, Chiyori Nakanishi, Natsumi Tanaka Kenkyuusei: Izumi Goto, Mina Imada, Hiroka Komada, Riko Sakaguchi                                                                          |  |
| 4. | Melon Juice (Instrumental)                          | |  |
| 5. | Soko de Nani wo Kangaeru ka? (Instrumental)         | |  |
| 6. | Doro no Metronome (Instrumental)                    | |  |

| 1. | Melon Juice (Music Video)                                                                         | |  |
| 2. | Doro no Metronome (Music Video)                                                                   | |  |
| 3. | Bonus Video "Independent Summer Holiday Research Project" Part 2 (特典映像「夏休み自由研究発表」) | Rino Sashihara, Yuki Shimono, Natsumi Tanaka, Chiyori Nakanishi, Natsumi Matsuoka, Izumi Umemoto, Kanna Okada, Naoko Okamoto, Manami Kusaba, Yui Kojina, Izumi Goto, Hiroka Komada, Riko Sakaguchi |  |

### Type C
| 1. | Melon Juice (メロンジュース)                        | Team H : Chihiro Anai, Haruka Kodama, Natsumi Matsuoka, Sakura Miyawaki, Madoka Moriyasu, Aoi Motomura, Anna Murashige, Aika Ota, Rino Sashihara Kenkyuusei : Yuka Akiyoshi, Mai Fuchigami, Kanna Okada, Naoko Okamoto, Marika Tani, Meru Tashima, Mio Tomonaga        |  |
| 2. | Soko de Nani wo Kangaeru ka? (そこで何を考えるか？) | Team H : Chihiro Anai, Nao Ueki, Serina Kumazawa, Haruka Kodama, Yuki Shimono, Natsumi Tanaka, Chiyori Nakanishi, Matsuoka Natsumi, Sakura Miyawaki, Anna Murashige, Aoi Motomura, Madoka Moriyasu, Haruka Wakatabe Kenkyuusei : Kyoka Abe, Mina Imada, Maiko Fukagawa |  |
| 3. | Namioto no Orgel (波音のオルゴール)                 | Team H : Haruka Kodama, Sakura Miyawaki, Rino Sashihara Kenkyuusei : Meru Tashima, Mio Tomonaga |  |
| 4. | Melon Juice (Instrumental)                          | |  |
| 5. | Soko de Nani wo Kangaeru ka? (Instrumental)         | |  |
| 6. | Namioto no Orgel (Instrumental)                     | |  |

| 1. | Melon Juice (Music Video)                                                                         | |  |
| 2. | Melon Juice (Making Video)                                                                        | |  |
| 3. | Bonus Video "Independent Summer Holiday Research Project" Part 3 (特典映像「夏休み自由研究発表」) | Sakura Miyawaki, Anna Murashige, Aoi Motomura, Madoka Moriyasu, Haruka Wakatabe, Meru Tashima, Yuka Tanaka, Marika Tani, Asuka Tomiyoshi, Mio Tomonaga, Maiko Fukagawa, Mai Fuchigami, Marina Yamada |  |

### Édition théâtre
| 1. | Melon Juice (メロンジュース)                        | Team H : Chihiro Anai, Haruka Kodama, Natsumi Matsuoka, Sakura Miyawaki, Madoka Moriyasu, Aoi Motomura, Anna Murashige, Aika Ota, Rino Sashihara Kenkyuusei : Yuka Akiyoshi, Mai Fuchigami, Kanna Okada, Naoko Okamoto, Marika Tani, Meru Tashima, Mio Tomonaga        |  |
| 2. | Soko de Nani wo Kangaeru ka? (そこで何を考えるか？) | Team H : Chihiro Anai, Nao Ueki, Serina Kumazawa, Haruka Kodama, Yuki Shimono, Natsumi Tanaka, Chiyori Nakanishi, Matsuoka Natsumi, Sakura Miyawaki, Anna Murashige, Aoi Motomura, Madoka Moriyasu, Haruka Wakatabe Kenkyuusei : Kyōka Abe, Mina Imada, Maiko Fukagawa |  |
| 3. | Tenmonbu no Jijō (天文部の事情)                     | Kenkyuusei : Kyōka Abe, Raira Ito, Yuriya Inoue, Shino Iwahana, Mashiro Ui, Haruka Ueno, Manami Kusaba, Yui Kojina, Asuka Tomiyoshi, Maiko Fukagawa |  |
| 4. | Melon Juice (Instrumental)                          | |  |
| 5. | Soko de Nani wo Kangaeru ka? (Instrumental)         | |  |
| 6. | Tenmonbu no Jijō (Instrumental)                     | |  |

## Classement à l'Oricon
| Date de sortie   | Oricon Singles Chart | Position | Première vente (copies) | Total des ventes (copies) |
| ---------------- | -------------------- | -------- | ----------------------- | ------------------------- |
| 4 septembre 2013 | Daily Chart          | 1        |                         | 295,967                   |
| 4 septembre 2013 | Weekly Chart         | 1        | 268,897                 | 295,967                   |
| 4 septembre 2013 | Monthly Chart        | 1        | 287,245                 | 295,967                   |